# Ivan Bukovčan
Ivan Bukovčan (15. září 1921, Banská Bystrica – 25. května 1975, Bratislava) byl slovenský dramatik a filmový scenárista. Používal i pseudonym Buk. Je autorem scénáře oceňovaného snímku Medená veža.

## Životopis
Narodil se v lesnické rodině (otec Vojtech Bukovčan, matka Alenka rod. Buková). Od roku 1932 studoval na gymnáziu v Prešově, od 1935 v Praze, pak znovu v Prešově, kde roku 1940 maturoval, v letech 1940–1944 vystudoval právo na Právnické fakultě Slovenské univerzity v Bratislavě.
Od roku 1945 působil jako redaktor v Košicích a v Bratislavě, v letech 1946–1947 jako parlamentní zpravodaj a šéfredaktor filiálky deníku Národná obroda v Praze, od roku 1947 spolupracoval s dramaturgií Československého státního filmu v Bratislavě, kde pracoval až do své smrti jako dramaturg.
V roce 1974 dostal státní cenu SSR a v roce 1975 mu byl udělen titul zasloužilý umělec.

## Tvorba
Začínal jako filmový recenzent ještě v době vysokoškolských studií. Vztah k divadelnímu a filmovému umění ovlivnil jeho pražský pobyt (představení E. F. Buriana, Voskovce a Wericha). V první fázi tvůrčí aktivity v poválečných letech se věnoval hlavně publicistice a reportážím z cest, v poválečném období se pokoušel zachytit válkou zničenou Evropu.
Jeho dramatický debut – veselohra Surovô drevo (1954) je poznamenána schematismem. V 60. letech se angažoval hlavně ve filmové a televizní scenáristice, jakož i dramatice, která převládá v poslední etapě jeho tvorby po roce 1967. Zařadil se k hlavním tvůrcům tohoto žánru, přičemž stavěl zejména na psychologicky prokreslených charakterech. Jako dramaturg pracoval na námětech a scénářích, adaptoval cizí náměty ve filmových scénářích i ve vlastních hrách, přepracovával též vlastní prózu na scénáře nebo filmové scénáře na divadelní hry.

## Dílo

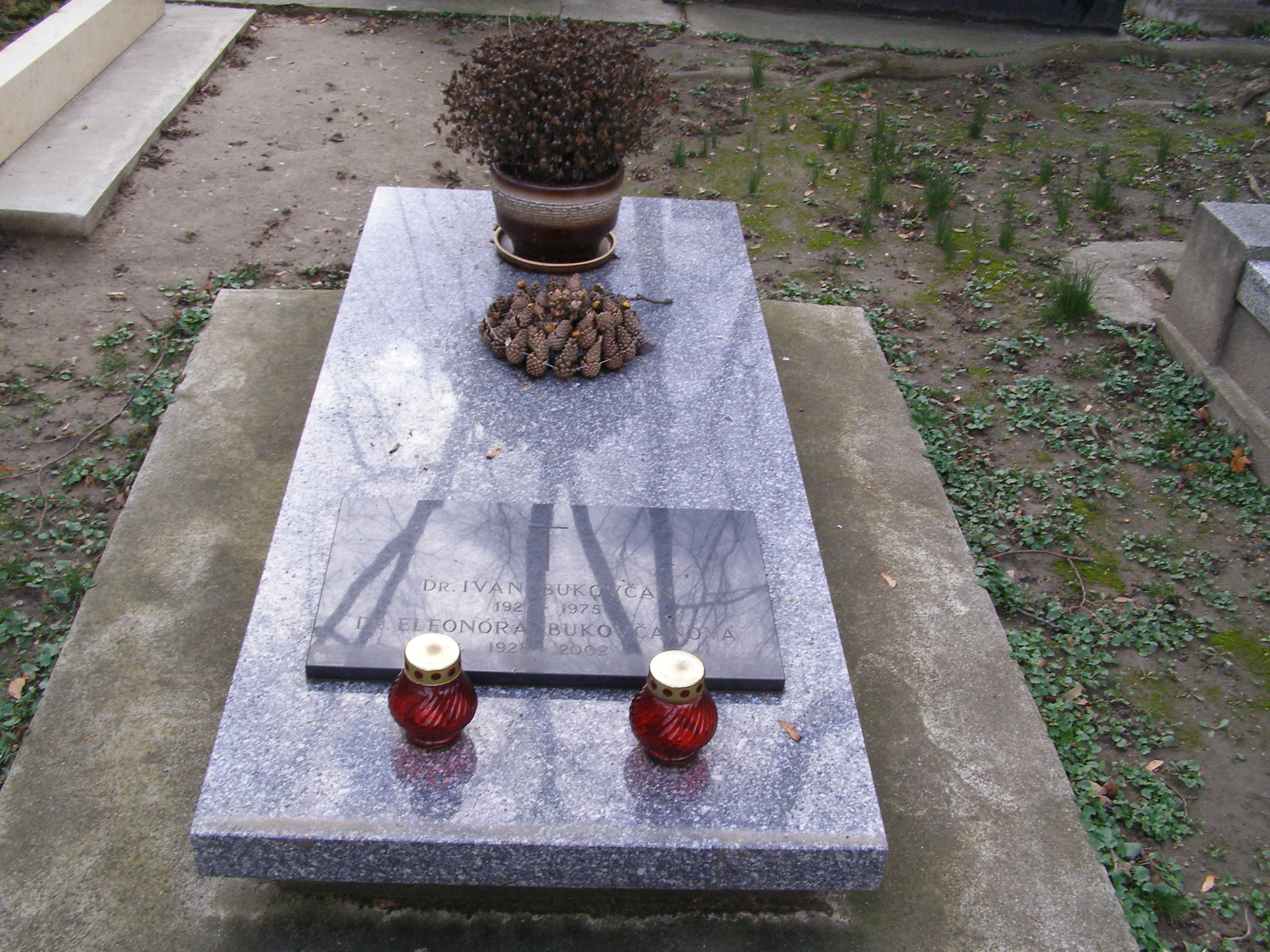
Hrob Ivana Bukovčana na bratislavském hřbitově Slávičie údolie

### Próza
- 1948 – Rozpačitý mier (kniha reportáží)
- 1949 – Zimná rozprávky (povídka)
- 1963 – Kuba bez brady (kniha reportáží)

### Drama
- 1954 – Surovô drevo (přepracováno do scénáře k filmu Rodná zem)
- 1957 – Diablova nevesta (přepracováno do scénáře k filmu Posledná bosorka)
- 1960 – Hľadanie v oblakoch
- 1967 – Pštrosí večierok
- 1969 – Kým kohút nezaspieva
- 1970 – Zažeň vlka
- 1971 – Slučka pre dvoch alebo Domáca šibenica
- 1972 – Prvý deň karnevalu
- 1974 – Sneh nad limbou
- 1977 – Fatamorgána

### Rozhlasové hry
- 1971 – Kladne vybavená žiadosť
- 1971 – Takmer božský omyl
- 1973 – Luigiho srdce alebo Poprava tupým mečom

### Scénáře
- 1958 – Šťastie príde v nedeľu
- 1961 – Pieseň o sivom holubovi (spoluautor Albert Marenčin)
- 1965 – Zvony pre bosých
- 1966 – Tango pre medveďa
- 1967 – Zmluva s diablom
- 1970 – Medená veža (1. díl trilogie)
- 1971 – Orlie pierko (2. díl trilogie)
- 1972 – Človek na moste
- 1976 – Stratená dolina (3. díl trilogie)
- 1974 – Deň, ktorý neumrie